# Fantasy-Jahr 1933
Übersicht

1930 | 1931 | 1932 | Fantasy-Jahr 1933 | 1934 | 1935 | 1936 | 1937 | ► | ►►

Weitere Ereignisse

## Neuerscheinungen Filme
| Deutscher Titel                       | Deutschsprachiges Erscheinungsjahr | Originaltitel                               | Regie                                  | Anmerkungen |
| ------------------------------------- | ---------------------------------- | ------------------------------------------- | -------------------------------------- | ----------- |
| Alice im Wunderland                   |                                    | Alice in Wonderland                         | Norman Z. McLeod                       |             |
|                                       |                                    | Berkeley Square                             | Frank Lloyd                            |             |
|                                       |                                    | Eyes of Fate                                | Ivar Campbell                          |             |
| King Kong und die weiße Frau          | 1933                               | King Kong                                   | Merian C. Cooper, Ernest B. Schoedsack |             |
| Frau Holle                            | -                                  | -                                           | Alf Zengerling                         |             |
| Hilfe, ein Löwe                       | -                                  | -                                           | Alexander von Gontscharoff             |             |
| Im Land der Riesen                    | 1934                               | Giantland                                   | Burt Gillett                           |             |
| Das Kalte Herz                        | -                                  | -                                           | Karl Ulrich Schnabel                   |             |
| King Kongs Sohn                       | 1993                               | The Son of Kong                             | Ernest B. Schoedsack                   |             |
| Menu                                  |                                    | Menu                                        | Nick Grinde                            |             |
| König Pausole                         | 1933                               | The Merry Monarch                           | Alexis Granowsky                       |             |
| Münchhausens Abenteuer bei den Türken | -                                  | -                                           | Paul N. Peroff                         |             |
|                                       |                                    | Turn Back the Clock                         | Edgar Selwyn                           |             |
|                                       |                                    | jap. 動絵狐狸達引, Ugoki-e kori no tatehiki | Ikuo Ôishi                             |             |
| Ahasver, der ewige Jude               |                                    | The Wandering Jew                           | Maurice Elvey                          |             |
|                                       |                                    | The Wizard of Oz                            | Ted Eshbaugh                           |             |

## Geboren
- Dave Duncan († 2018)